# Fatma Sultan
Fatma Sultan (* 1605 oder 1606 in Istanbul; † 1670 ebenda) war eine osmanische Prinzessin, Tochter von Ahmed I. sowie seiner Lieblingsfrau Kösem Mahpeyker, Schwester der beiden Sultane Murad IV. und Ibrahim I. sowie Tante von Mehmed IV. Sie ist bekannt für ihre vielen politischen Ehen.

## Ehen
Fatma Sultan wurde 1626 an den Gouverneur von Ägypten Kara Mustafa Pascha verheiratet, diese Ehe dauerte bis zur Hinrichtung des Paschas 1628. Die nächste Ehe war mit Çatalcalı Hasan Pascha zwischen 1629 und 1631. Nach dem Tod des Paschas wurde sie 1632 an Kanbur Mustafa Pascha verheiratet, diese Ehe dauerte 4 Jahre. Die vierte Ehe mit Hoca Yusuf Pascha dauerte bis 1637 und die Fünfte mit Maksut Pascha bis 1644. Ihr nächster Ehemann Melek Ahmed Pascha war der Witwer ihrer Nichte Kaya Sultan, diese Ehe fand am 1. September 1662 ein Ende. Im April 1663 heiratete sie Kundakçızâde Mustafa Pascha und ihre letzte Ehe schloss sie im Alter von 61 Jahren mit Közbekçi Yusuf Pascha.

## Tod
Sie verstarb 1670 in Istanbul im Alter von 64 Jahren und wurde im Schrein ihres Vaters Ahmed I. bestattet.

## Rezeption
In der osmanischen Geschichte wurden die Sultanas meist an hohe osmanische Würdenträger und Paschas verheiratet, vom Kindesalter bis ins hohe Alter. Fatma und ihre ältere Schwester Ayse Sultan sind Beispiele dafür, weil beide ca. siebenmal verheiratet wurden und bei ihren letzten Verlobungen zwischen 50 und 61 waren. Sie besaß wie ihre Schwester Hanzâde im Bezirk Üsküdar (in Istanbul) einen nach ihr benannten Palast.